# Coenosia pallipes
Coenosia pallipes este o specie de muște din genul Coenosia, familia Muscidae, descrisă de Stein în anul 1898. Conform Catalogue of Life specia Coenosia pallipes nu are subspecii cunoscute.